# Dwars door België 1995
De 50e editie van Dwars door België werd verreden op woensdag 22 maart 1995. De start en finish lagen in Waregem, de afstand bedroeg 210 km.

## Wedstrijdverloop
171 renners gingen van start in Waregem. Al na 2 km ging Rik Coppens ervandoor. Hij reed 30 km solo, daarna sloten Rolf Aldag en Servais Knaven aan. Deze 3 renners namen ruim 11 minuten voorsprong op het peloton. Na 104 km op de 1e helling Côte de les Hauts moet Coppens lossen. Knaven bepaalt het tempo, Aldag volgt. Het peloton start 8 minuten later aan de klim, een zeer actieve Johan Museeuw valt aan met Andrei Tchmil in zijn wiel. Onder de aanvallende impulsen komt het peloton op 4 minuten van de 2 koplopers op de Valkenberg, hier wordt Coppens ingerekend door het peloton. Met nog 75 km te gaan neemt Carlo Bomans zijn ploegmaat Museeuw op sleeptouw, Tchmil volgt. Wederom regent het aanvallen en na 167 km koers worden Knaven en Aldag ingerekend. Op de Tiegemberg ontsnappen 5 renners, Museeuw, Steve Bauer, Brian Holm, Tristan Hoffman en Kai Hundertmarck. Niet veel later sluiten er 5 renners aan, Eric Vanderaerden, Eric Van Lancker, Jelle Nijdam, Leon van Bon en Cezary Zamana. Dit tiental heeft slechts 30 à 40 seconden op het peloton. Jelle Nijdam valt aan, Museeuw haalt hem terug. Als Nijdam voor een 2e maal aanvalt weigert Museeuw nogmaals alles op te lossen. Nijdam wint solo, achter hem sprint het peloton voor de ereplaatsen waarbij Tom Steels en Adriano Baffi de resterende ereplaatsen opeisen.

## Hellingen
De volgende hellingen moesten in de editie van 1995 beklommen worden:

## Uitslag
| Dwars door België 1995 |                   |       |       |
| Plaats                 | Naam              | Ploeg | Tijd  |
| Winnaar                | Jelle Nijdam      |       | 5u13' |
| 2                      | Tom Steels        |       | + 11" |
| 3                      | Adriano Baffi     |       | z.t.  |
| 4                      | Erik Zabel        |       | z.t.  |
| 5                      | Wilfried Nelissen |       | z.t.  |
| 6                      | Tristan Hoffman   |       | z.t.  |
| 7                      | Fabrizio Bontempi |       | z.t.  |
| 8                      | Hendrik Redant    |       | z.t.  |
| 9                      | Wilfried Peeters  |       | z.t.  |
| 10                     | Jo Planckaert     |       | z.t.  |

1945 · 1946 · 1947 · 1948 · 1949 · 1950 · 1951 · 1952 · 1953 · 1954 · 1955 · 1956 · 1957 · 1958 · 1959 · 1960 · 1961 · 1962 · 1963 · 1964 · 1965 · 1966 · 1967 · 1968 · 1969 · 1970 · 1971 · 1972 · 1973 · 1974 · 1975 · 1976 · 1977 · 1978 · 1979 · 1980 · 1981 · 1982 · 1983 · 1984 · 1985 · 1986 · 1987 · 1988 · 1989 · 1990 · 1991 · 1992 · 1993 · 1994 · 1995 · 1996 · 1997 · 1998 · 1999 · 2000 · 2001 · 2002 · 2003 · 2004 · 2005 · 2006 · 2007 · 2008 · 2009 · 2010 · 2011 · 2012 · 2013 · 2014 · 2015 · 2016 · 2017 · 2018 · 2019 · 2020 · 2021 · 2022 · 2023 · 2024 · 2025

Lijst van beklimmingen